# Різнянська сільська рада
Різнянська сільська рада — колишня адміністративно-територіальна одиниця та орган місцевого самоврядування у Малинському районі Малинської, Коростенської й Волинської округ, Київської та Житомирської областей Української РСР з адміністративним центром у селі Різня.

## Населені пункти
Сільській раді на час ліквідації були підпорядковані населені пункти:
- с. Різня.

## Історія та адміністративний устрій
Створена 1923 року в с. Різня Малинської волості Радомисльського повіту Київської губернії. 16 січня 1923 року підпорядковано с. Янишівка та хутір Смислівка ліквідованої Янишівської сільської ради Малинської волості. 7 березня 1923 року увійшла до складу новоствореного Малинського району Малинської округи. У 1941 році с. Янишівка передане до складу новоствореної Клітнянської сільської ради Малинського району. Станом на 1 жовтня 1941 року х. Смислівка не перебував на обліку населених пунктів.
Станом на 1 вересня 1946 року сільська рада входила до складу Малинського району Житомирської області, на обліку в раді перебувало с. Різня.
Ліквідована 11 серпня 1954 року, відповідно до указу Президії Верховної ради Української РСР «Про укрупнення сільських рад по Житомирській області», територію ради та с. Різня приєднано до складу Малинівської сільської ради Малинського району Житомирської області.